# Phương pháp Dideoxy
Phương pháp Dideoxy hay còn gọi là phương pháp gián đoạn chuỗi (chain-determination method) là một phương pháp xác định trình tự DNA được Frederick Sanger phát triển vào năm 1977.

#### Nguyên tắc
Nguyên tắc cơ bản của phương pháp Dideoxy dựa vào hoạt động của enzyme DNA polymerase trong quá trình tổng hợp DNA. Enzyme DNA polymerase xúc tác gắn các nucleotide vào mạch đơn DNA đang tổng hợp ở vị trí 3'có chứa nhóm -OH tự do, khi gặp nucleotide không có nhóm 3'-OH thì phản ứng tổng hợp bị dừng lại.  
Đặc trưng của phương pháp là sử dụng dideoxynucleotide để làm ngừng phản ứng tổng hợp DNA một cách ngẫu nhiên. Trong phản ứng sử dụng đoạn DNA mồi là đoạn DNA mạch đơn có kích thước (17-24 nucleotide, Primer). 

#### Nguyên lý
Phương pháp đọc trình tự DNA dideoxy dựa trên nguyên lý PCR thông thường, nhưng chỉ dùng một mồi duy nhất và bổ sung thêm các loại 2’,3’-dideoxynucleotide (ddATP, ddCTP, ddGTP và ddTTP).
Sợi DNA cần đọc trình tự được xử lý dưới dạng sợi đơn. Khuôn DNA này được bổ sung một hỗn hợp bốn deoxynucleotide bình thường (dATP, dTTP, dCTP và dGTP) với hàm lượng dư. Hỗn hợp thứ hai gồm cả bốn ddNTP, mỗi loại với hàm lượng hạn chế và được đánh dấu với một đuôi phát huỳnh quang khác nhau. Và cuối cùng phải có DNA polymerase I.
Do cả bốn nucleotide bình thường đều có mặt, kéo dài chuỗi diễn ra bình thường cho tới khi DNA polymerase chèn ngẫu nhiên một ddNTP (màu khác) thay cho dNTP bình thường (dòng đứng). Nếu tỷ lệ giữa nucleotide bình thường và dideoxy rất cao thì một số sợi DNA sẽ thành công trong việc bổ sung hàng trăm nucleotide trước khi bị chèn dideoxy làm dừng quá trình.
Sau khi phản ứng kết thúc, các phân đoạn được tách theo độ dài từ dài nhất đến ngắn nhất. Độ phân giải điện di rất tốt, đến mức phân tách được hai sợi hơn kém nhau chỉ một nucleotide. Mỗi ddNTP phát quang một màu khác nhau dưới tia laser và máy quét tự động cung cấp một bản in của trình tự .

### Quy trìnhdideoxynucleotideđể đọc trình tự DNA
Dideoxynucleotide là một phân tử nhân tạo, chúng thiếu nhóm hydroxyl ở cả hai vị trí 2’ và 3’ cacbon của phân tử đường (hay thiếu oxy tại 2’ và 3’ cacbon trên vòng so với phân tử đường ribose). So với deoxynucleotide chỉ thiếu một oxy tại vị trí 2’ nên có nhóm 3’hydroxyl trên phân tử đường. 
Thông thường trong quá trình sao chép DNA, một nucleoside triphosphate tự nhiên bắt cặp base với nucleotide của sợi khuôn, được liên kết bằng liên kết phosphodieste giữa nhóm 5’-α-phosphate với nhóm 3’ hydroxyl của nucleotide cuối cùng của chuỗi phát triển. Tuy nhiên , nếu một dideoxynucleotide được gắn vào đầu của chuỗi kéo dài, tổng hợp DNA sẽ dừng lại do một liên kết phosphodiester không được hình thành với nucleotide đến tiếp theo (do không có nhóm 3’hydroxyl trên ddNTP). Việc kết thúc tổng hợp DNA là tính chất hoàn hảo của phương pháp đọc trình tự dideoxynucleotide, mặc dù các điều kiện thí nghiệm khác cần phải được thỏa mãn trước khi một trình tự DNA có thể được xác định.
Theo nguyên tắc, bước đầu tiên trong quy trình thí nghiệm chuẩn để đọc trình tự DNA dideoxyribonucletide yêu cầu bắt cặp một oligonucleotide tổng hợp (17-24 Nucle, mồi) với một phân đoạn đã được xác định của một sợi vector nhân dòng gần vị trí chèn của DNA nhân dòng. Oligonucleotide hoạt động như một trình tự mồi bằng cách cung cấp một nhóm 3’hydroxyl cho sự khởi động tổng hợp DNA. Mẫu DNA và mồi được chia thành bốn ống phản ứng, mỗi ống chứa bốn dNTP và một trong bốn ddNTP được đánh dấu phóng xạ. Nồng độ của mỗi dideoxyribonucletide trong mỗi ống phản ứng được điều chỉnh thận trọng (bằng khoảng 1% của dNTP) để đảm bảo gắn vào hỗn hợp các chuỗi phát triển tại vị trí có thể và không chỉ ở nơi xảy ra đầu tiên của nucleotide bổ trợ của khuôn (nucleotide đầu sau mồi). Sự phát triển của chuối phát triển dừng lại khi có một ddNTP gắn vào, như vậy mỗi chuỗi phát triển sẽ chứa một dideoxyribonucleotide ở đầu 3’. Sau phản ứng mỗi ống phản ứng chứa một bộ duy nhất các đầu kéo dài nucleotide gắn vào mồi do mỗi ống phản ứng chứa một loại ddNTP và kết thúc chuỗi kéo dài khi ddNTP gắn vào sợi phát triển .
Sau các chu kỳ nhân lên DNA khuôn mẫu từ mồi liên kết, các đoạn DNA tạo thành được biến tính nhiệt và phân tách theo kích thước bằng cách sử dụng điện di trên gel . Trong công bố ban đầu năm 1977, sự hình thành các vòng bắt cặp bazơ của ssDNA là nguyên nhân gây ra khó khăn nghiêm trọng trong việc phân giải các dải tại một số vị trí. Điều này thường được thực hiện bằng cách sử dụng gel polyacrylamide -urea biến tính với mỗi phản ứng trong số bốn phản ứng chạy ở một trong bốn làn đường riêng lẻ (làn A, T, G, C). Các dải DNA sau đó có thể được nhìn thấy bằng phương pháp ghi tự động hoặc ánh sáng UV, và trình tự DNA có thể được đọc trực tiếp từ phim X-quang hoặc hình ảnh gel .